# Đường Kiến Văn
Đường Kiến Văn (tiếng Trung: 唐建文, sinh ngày 10 tháng 1 năm 1985 ở Hồng Kông) là một cầu thủ bóng đá Hồng Kông thi đấu ở vị trí hậu vệ chạy cánh cho câu lạc bộ tại Giải bóng đá ngoại hạng Hồng Kông Kitchee.

## Sự nghiệp câu lạc bộ
Ngày 4 tháng 7 năm 2008, Happy Valley cho mượn Đường đến Eastern.
Năm 2009, Đường ký hợp đồng với câu lạc bộ tại Giải bóng đá hạng nhất quốc gia Hồng Kông Kitchee, sau nửa mùa giải, Đường được Tai Chung mượn.
Ngày 13 tháng 3 năm 2013, Đường ghi bàn thắng đầu tiên cho Tai Chung trước HKFC, với chiến thắng 4–2.
Năm 2012, Đường ký hợp đồng với câu lạc bộ tại Giải bóng đá hạng nhất quốc gia Hồng Kông Pegasus và trở thành đội trưởng.
Ngày 3 tháng 11 năm 2013, Đường ghi bàn thắng đầu tiên cho Pegasus trước Sun Hei, với chiến thắng 2–0.
Ngày 28 tháng 10 năm 2014, Đường ghi bàn thắng đầu tiên ở Giải bóng đá ngoại hạng Hồng Kông 2014–15 cho Sun Pegasus trước South China, với chiến thắng 3–0.
Năm 2015, Đường trở lại câu lạc bộ tại Giải bóng đá ngoại hạng Hồng Kông Kitchee.

## Sự nghiệp quốc tế
Đường lần đầu tiên được lựa chọn vào Đội tuyển bóng đá quốc gia Hồng Kông lúc 33 tuổi để thi đấu với CHDCND Triều Tiên ở Vòng loại Cúp bóng đá châu Á 2019.

## Danh hiệu
Kitchee
- Giải bóng đá ngoại hạng Hồng Kông: 2016–17, 2017–18
- Hồng Kông Senior Shield: 2016–17
- Cúp FA Hồng Kông: 2016–17, 2017–18
- Hồng Kông Sapling Cup: 2017–18
- Cúp Liên đoàn bóng đá Hồng Kông: 2015–16

Pegasus
- Cúp FA Hồng Kông: 2015–16